# Phố Hàng Lược
Hàng Lược là một con phố thuộc quận Hoàn Kiếm, trong khu phố cổ Hà Nội.

## Đặc điểm-Vị trí
Phố Hàng Lược dài 264 m, bắt đầu tại Hàng Cót đến ngã năm Hàng Mã - Chả Cá - Thuốc Bắc. Ngày nay phố tên là Hàng Lược bởi vì trước đây có nhiều cửa hàng bán lược.Phố này là nơi những gia đình trong thành phố có việc hiếu hỉ đến dây lo công việc. Phố ngày nay thuộc phường Hàng Mã, quận Hoàn Kiếm.

## Lịch sử
Phố này xưa chạy dọc sông Tô Lịch cũ nên có tên là phố Sông Tô Lịch.Khi không còn bến sông, người dân sống phụ thuộc vào chợ Đồng Xuân.Họ làm nghề buôn bán nhỏ, thợ thủ công.Một số gia đình trong phố là công chức và nhân viên sở tư, những gia đình công chức nhỏ thường chồng đi làm ở công sở, vợ buôn bán ở chợ.

## Các tuyến xe buýt chạy qua
Tuyến 31, 146: Hết phố.

## Các địa điểm nổi bật
- Nhà Chưởng Quỳnh
- Nhà Chưởng Định